# Themistoclesia recurva
Themistoclesia recurva är en ljungväxtart som beskrevs av A. C. Smith. Themistoclesia recurva ingår i släktet Themistoclesia och familjen ljungväxter. Inga underarter finns listade i Catalogue of Life.